# Балка Кам'янувата (притока Мокрої Сури)
Балка Кам'янувата — балка (річка) в Україні у Кам'янському районі Дніпропетровської області. Ліва притока річки Мокрої Сури (басейн Дніпра).

## Опис
Довжина балки приблизно 7,91 км, найкоротша відстань між витоком і гирлом — 7,11  км, коефіцієнт звивистості річки — 1,11 . Формується декількома балками та загатами.

## Розташування
Бере початок у селі Малярщина. Тече переважно на північний схід через село Новопушкарівку і на північно-східній стороні від села Іллінки впадає у річку Мокру Суру, праву притоку річки Дніпра.

## Цікаві факти
- У XX столітті на балці існували молочно, -птице-, та свино-тваринні ферми (МТФ, ПТФ, СТФ) та декілька газових свердловин[2].